# 乌克兰希腊礼天主教帕尔玛圣约沙法教区
乌克兰希腊礼天主教帕尔玛圣约沙法教区是乌克兰希腊礼天主教会在美国帕尔玛的教区。于1983年由教宗若望·保禄二世建立。首任和现任主教是 Robert M. Moskal。其堂区分布于：
- 俄亥俄
- 西宾夕法尼亚
- 西弗吉尼亚
- 肯塔基
- 田纳西
- 密西西比
- 阿拉巴马
- 佐治亚
- 佛罗里达
- 北卡罗来纳
- 南卡罗来纳